# 金子祐介
金子 祐介（かねこ ゆうすけ、1976年4月18日 - ）は、北海道札幌市出身の元スキージャンプ選手、指導者。
2005年から2012年まで札幌大倉山ジャンプ競技場のバッケンレコード(145.0m)を保持していた。

## 経歴・人物
札幌市立盤渓小学校、札幌市立宮の森中学校、札幌日大高、日本大学を経て現在東京美装興業所属。父親の金子茂も元ジャンパーである。
2005年3月25日に札幌大倉山で行われた伊藤杯シーズンファイナル大倉山ナイタージャンプ大会で2本目に145.0mという驚異的バッケンレコード（ジャンプ台記録）を記録、2002年に原田雅彦が記録したそれまでの記録141.0mを4m更新した。なお、本人曰く目が悪くて暗い着地斜面が見えず、気がついたら一番下の笹（＝距離の目安を示すためにランディングバーンに笹を一列に挿して線を作っている）を越えて飛んでいたとのこと。
翌2006年（05-06年）シーズンも夏場から好調さを見せ、トリノ五輪出場へ期待を寄せられていたが2005年11月28日に合宿先のフィンランドのロヴァニエミでフライト中に空中で板が外れるという事故に遭い顔面から墜落、当地で緊急手術を受け、顔面骨折・脳挫傷で意識が戻らないまま日本へ搬送される。その後意識は回復したものの自分の名前すら思い出せないほどの記憶喪失が残った。そんな段階でのリハビリで誰に教えられるでもなくジャンプのクラウチング姿勢をとったという。婚約者や、自身のスキーへの情熱に支えられてリハビリを重ね、翌シーズンに劇的な復活を果たし、11月に秋田県鹿角市花輪シャンツェでの復帰戦でいきなり優勝した。2007年11月に婚約者と結婚。
その後一時は成績が落ち込んでいたが、2月13日の第22回国民体育大会のジャンプ成年Bの部で優勝、その舞台は復帰戦で優勝を遂げた鹿角市の花輪シャンツェであった。
2008年3月2日、このシーズン限りでの現役引退を表明、3月22日の伊藤杯シーズンファイナルの4位を最後に、大倉山のバッケンレコードを保持したまま現役生活に別れを告げた。
怪我を負ってから復活し、その後現役を引退するまでを追ったドキュメンタリー番組が2008年に製作された。また2013年にはこれを基にドラマ『バッケンレコードを超えて』が製作された。
2014/2015シーズンから東京美装スキーチームおよびスキージャンプ男子ナショナルチームのコーチ に就任。

## 主な競技成績
- 1993 ノルディックスキージュニア世界選手権　団体8位（金子祐介 68.0,69.5、岡村創太 74.0,75.0、船木和喜 71.5,74.0、佐藤昌幸 68.5,86.0）
- 1993 ノルディックスキージュニア世界選手権　個人50位
- 1997　第18回ユニバーシアード冬季競技大会　ノーマルヒル団体金メダル（大洞崇之、池田義治、笠間法考、金子祐介）
- 1997　第18回ユニバーシアード冬季競技大会　ラージヒル個人銅メダル
- 1999　第19回ユニバーシアード冬季競技大会　ノーマルヒル団体金メダル（金子祐介、鶴田高之、太田泰彦、池田義治）
- 1999　第19回ユニバーシアード冬季競技大会　ラージヒル個人銅メダル
- 1999　第19回ユニバーシアード冬季競技大会　ノーマルヒル個人4位
- 1992.12.12(土)　第23回名寄ピヤシリジャンプ大会少年組　優勝
- 1994.02.18(金)　第49回国民体育大会冬季大会少年組　優勝
- 1997.01.05(日)　第39回雪印杯全日本ジャンプ大会成年組　優勝
- 1997.01.12(日)　第36回STVカップ国際スキージャンプ競技大会兼FISコンチネンタルカップ　優勝
- 1998.12.13(日)　第14回吉田杯ジャンプ大会成年組　優勝
- 2000.02.22(火)　第55回国民体育大会冬季大会スキー競技会成年A　優勝
- 2001.02.21(水)　第56回国民体育大会冬季大会スキー競技会成年A　優勝
- 2003.03.13(木)　第15回国際蔵王ジャンプ大会NHK杯兼FISコンチネンタルカップ　優勝
- 2004.03.14(日)　第38回雪印杯全日本ジャンプ旭川大会成年組　優勝
- 2007.02.13(火)　第62回国民体育大会冬季大会スキー競技会成年B　優勝